# Jámison Olave
Jámison Olave Mosquera (Medellín, 21 aprile 1981) è un allenatore di calcio ed ex calciatore colombiano, di ruolo difensore, tecnico dei Real Monarchs.

## Carriera
Ha trascorso la maggior parte della sua carriera calcistica in Colombia, passando in prestito in varie squadre dal Deportivo Cali. Nel gennaio 2008 viene ceduto in prestito al Real Salt Lake, con l'opzione dell'acquisto del giocatore a fine stagione.
Il 9 ottobre 2008, ha segnato il suo primo gol in Major League Soccer, nella partita inaugurale della stagione contro i New York Red Bulls. Il 24 novembre 2008 ha firmato un contratto a tempo indeterminato con il Real Salt Lake. È considerato uno dei migliori difensori della Major League Soccer, infatti con le sue eccellenti prestazioni nel reparto difensivo, è stato nominato il miglior difensore della stagione 2010.

## Palmarès

### Real Salt Lake
- Campionato MLS: 1

Real Salt Lake: 2009
- MLS Supporters' Shield: 1

N.Y. Red Bulls: 2013
- Eastern Conference: 1

Real Salt Lake: 2009

### Individuale
- Difensore dell'anno MLS

2010